# Stratigrafische kolom

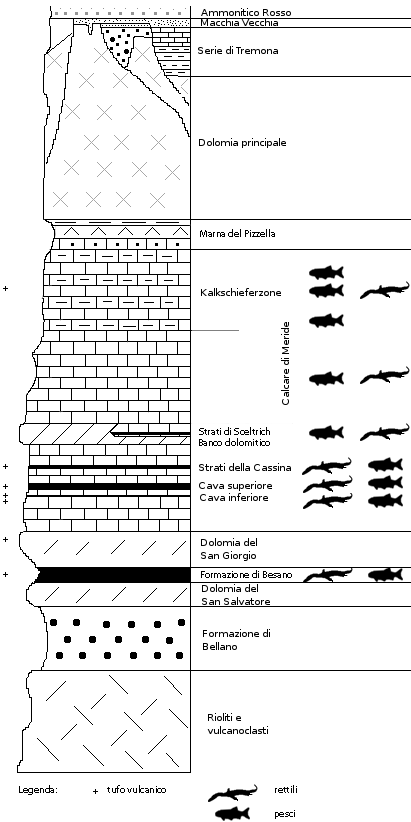
Voorbeeld van een lithostratigrafische kolom.

Een stratigrafische kolom is een manier om een opeenvolging van gesteentelagen (een stratigrafie) weer te geven. De kolom wordt geplot langs een verticale as, waarlangs als eenheid de ouderdom of de dikte van de lagen staat. Via symbolen kunnen het type gesteente (de lithologie) en in bepaalde lagen voorkomende fossielen of structuren in het gesteente worden weergegeven. Langs de horizontale as kunnen ofwel de competentie of de korrelgrootte van de lagen geplot worden. Soms wordt met een extra curve naast de kolom de relatieve verandering in het zeeniveau weergegeven.
Soms worden met de stratigrafische kolom wel alle stratigrafische gegevens die ter wereld gevonden zijn bedoeld, een betere naam hiervoor is het geologisch archief. Gesteentelagen (en dus stratigrafische kolommen) verschillen namelijk per gebied, zodat niet voor de hele wereld één stratigrafische kolom op te stellen valt.
Stratigrafische kolommen zijn in de regionale geologie (de beschrijving van de geologie van een bepaald gebied) een vast onderdeel van geologische kaarten. Ze geven daarbij de opeenvolging van gesteentelagen in dat gebied weer. Bij boringen worden stratigrafische kolommen van boorkernen gemaakt, deze worden well logs genoemd.

## Soorten
Er zijn twee manieren waarop een stratigrafische kolom kan worden opgesteld:
- Een lithostratigrafische kolom is een kolom met de dikte van de gesteentelagen langs de verticale as;
- een chronostratigrafische kolom is een kolom met de tijd op de verticale as.

Als sprake is van een tektonisch ingewikkelde geologische situatie, kan ook een zogenaamde tektonostratigrafische kolom worden opgesteld. Hierin worden verschillende tektonische eenheden boven elkaar gezet op de manier waarop ze in het veld worden gevonden. De breuken tussen de eenheden worden ook aangegeven. Een tektonostratigrafische kolom is een soort lithostratigrafische kolom.